# Gottfried Helnwein
Gottfried Helnwein (Viena, 8 d'octubre de 1948) és un pintor, fotògraf, escenògraf i artista de performance austríac-irlandès, anomenat mestre del «reconeixement sorprenent».
| «                   | La funció de l'artista és evocar l'experiència del reconeixement sorprenent: mostrar a l'espectador el que ell sap però no sap que sap. I Helnwein és un mestre del reconeixement sorprenent. | » |
| — William Burroughs | |   |

## Biografia
Helnwein va estudiar a la Universitat d'Arts Plàstiques a Viena (Akademie der Bildenden Kunste, Wien). Li va ser atorgat el premi de Master Class (Meisterschulpreis) a la Universitat d'Arts Plàstiques a Viena, el premi Kardinal-Konig i el premi Theodor-Korner.
Els seus primers treballs consistien principalment d'aquarel·les hiperrealistes de nens ferits, així com performances -sovint amb nens- a llocs públics. Helnwein és un artista conceptual, interessat principalment a l'ansietat psicològica i sociològica, així com en temes històrics i polítics. Com a resultat d'això, el seu treball acostuma a ser considerat provocatiu i controvertit. Helnwein ha treballat com a pintor, dibuixant, muralista, fotògraf, escultor i artista de performance, utilitzant una gran varietat de tècniques i mitjans. També és conegut pel seu disseny de vestuari i escenografia teatral, tant de ballet com d'òpera. Entre elles es poden esmentar Staatsoper Hamburg, Volksbuhne Berlin i l'Òpera de Los Angeles.
L'any 2004 se li concedeix la ciutadania irlandesa. Gottfried Helnwein viu entre Irlanda i Los Angeles.

## Obra
La pel·lícula Helnwein, (1985) produïda per la televisió Nacional d'Alemanya i Àustria, rep el premi d'Adolf-Grimme com millor Documental per a la televisió. També rep els premis Eduard-Rhein i Goldenen Kader. A més a més de la seva obra realista realitzada durant aquest període, Helnwein comença a desenvolupar estils abstractes i expressius a la pintura. Vienès d'origen Helnwein forma part d'una tradició que es remunta al segle xvii, a la qual pertanyen les escultures de cares amb ganyotes de Franz Xaver Messerschmidt. També hi ha un terreny comú de les seves obres amb les d'Hermann Nitsch i Rudolf Schwarzkogler, que despleguen els seus propis cossos en el marc de la lesió, el dolor i la mort. La fascinació pel llenguatge corporal es remunta al gest expressiu de l'obra d'Egon Schiele.
El 1988, a pesar d'ésser admirador de Hitler com ho manifesta amb els seus primers treballs i en alguns vídeos propis i entrevistes, fa una exposició amb el tema del record de la Nit dels vidres trencats de fa cinquanta anys, per així esmorteir una mica la seva inclinació, Helnwein instal·la una exposició de cent metres en el centre de la ciutat de Colònia, entre el Museu de Ludwig i la Catedral de Colònia. Després d'això ha fet exposicions de gran envergadura en llocs públics com una part important del seu treball.
El 1990 comença a centrar-se en fotografies de càmera digital i imatges generades per ordinador, les quals combina amb tècniques clàssiques de pintura a l'oli. Va dissenyar per a la representació de Macbeth l'escenari del teatre, el vestuari i el maquillatge. A l'obra de teatre li va ser atorgat el Premi Obra de Teatre de Berlín.
Es trasllada a viure a Irlanda l'any 1997. Treballa amb el grup musical alemany Rammstein en la sessió de fotografies per a l'àlbum Sehnsucht. En aquest mateix any el Museu de l'Estat de Rússia a Sant Petersburg organitza una exposició retrospectiva i publica una monografia de l'artista en diversos idiomes.
L'any 2000 el Museu d'Art Modern de San Francisco, el Museu d'Art del comtat de Los Angeles i d'altres museus americans exposen les obres d'Helnwein. El 2001 dissenya l'escenografia i el vestuari per a Staatsoper Hamburg l'òpera d'Ígor Stravinski (The Rake's Progress). Estableix el seu taller a Los Angeles el 2002. Alli estrena el documental Nenuter November Nacht al Museu de la Tolerància en el Centre de Simon Wiesenthal. Col·labora amb Marilyn Manson en el projecte multimèdia The Golden Age of Grotesque. Realitza vídeos i projectes de cinema amb l'actor Sean Penn i col·labora amb Maximilian Schell per a l'òpera de Richard Strauss Der Rosenkavalier a Los Angeles.